# Yun Bo-seon
Yun Bo-seon, född 26 augusti 1897 i Asan, Södra Chungcheong, död 18 juli 1990 i Seoul, var en sydkoreansk aktivist och politiker.
Yun var brorson till den nationalistiske aktivisten Yun Chi-ho och studerade i Skottland och återvände 1932 till Korea, som då var en japansk koloni. Efter befrielsen var han borgmästare i Seoul från 1948 till 1949. Efter det att Syngman Rhee tvingats avgå blev han Sydkoreas president 1960, men tvingades avgå till förmån för Park Chung-hee 1962, oppositionsparti ledare från 1963. 